# Вайн-Гроув (Кентуккі)
Вайн-Гроув (англ. Vine Grove) — місто (англ. city) в США, в окрузі Гардін штату Кентуккі. Населення — 6559 осіб (2020).

## Географія
Вайн-Гроув розташований за координатами 37°48′42″ пн. ш. 85°58′34″ зх. д. / 37.81167° пн. ш. 85.97611° зх. д. (37.811778, -85.976112).  За даними Бюро перепису населення США в 2010 році місто мало площу 12,20 км², з яких 12,09 км² — суходіл та 0,11 км² — водойми. В 2017 році площа становила 17,60 км², з яких 17,40 км² — суходіл та 0,20 км² — водойми.

## Демографія
Згідно з переписом 2010 року, у місті мешкало 4520 осіб у 1725 домогосподарствах у складі 1247 родин. Густота населення становила 370 осіб/км².  Було 1880 помешкань (154/км²).
Расовий склад населення:
| - 76,0 % — білих - 14,8 % — чорних або афроамериканців - 3,2 % — азіатів - 0,5 % — корінних американців - 0,3 % — вихідців з тихоокеанських островів - 1,4 % — осіб інших рас |

До двох чи більше рас належало 3,9 %. Частка іспаномовних становила 4,4 % від усіх жителів.
За віковим діапазоном населення розподілялося таким чином: 26,0 % — особи молодші 18 років, 62,6 % — особи у віці 18—64 років, 11,4 % — особи у віці 65 років та старші. Медіана віку мешканця становила 37,0 року. На 100 осіб жіночої статі у місті припадало 94,2 чоловіків;  на 100 жінок у віці від 18 років та старших — 90,1 чоловіків також старших 18 років.
Середній дохід на одне домашнє господарство  становив 68 244 долари США (медіана — 56 576), а середній дохід на одну сім'ю — 81 309 доларів (медіана — 70 729). Медіана доходів становила 50 396 доларів для чоловіків та 50 353 долари для жінок. За межею бідності перебувало 3,8 % осіб, у тому числі 4,8 % дітей у віці до 18 років та 2,4 % осіб у віці 65 років та старших.
Цивільне працевлаштоване населення становило 2439 осіб. Основні галузі зайнятості: освіта, охорона здоров'я та соціальна допомога — 28,5 %, публічна адміністрація — 14,4 %, науковці, спеціалісти, менеджери — 10,7 %, роздрібна торгівля — 9,8 %.